# Jürgen Kühling (Jurist, 1971)
Jürgen Kühling (* 1971) ist ein deutscher Jurist. Seit April 2007 ist er Inhaber des Lehrstuhls für Öffentliches Recht, Immobilienrecht, Infrastrukturrecht und Informationsrecht an der Fakultät für Rechtswissenschaft der Universität Regensburg und Mitglied des IREBS-Instituts für Immobilienwirtschaft. Kühling ist seit 2016 Mitglied und seit dem 10. September 2020 Vorsitzender der Monopolkommission.

## Leben
Kühling studierte ab 1990 Jura an den Universitäten Trier und Nancy II mit einem Stipendium der Studienstiftung des deutschen Volkes. 1994/95 absolvierte er ein Master-Studium (Master in Legal Theory, LL.M.) an der Katholischen Universität Brüssel (KUB) und den Facultés Universitaires Saint-Louis (FUSL) in Brüssel.
1995 begann er mit einem Promotionsstipendium am Graduiertenkolleg die Arbeit an seiner Dissertation und studierte zugleich Philosophie an der Universität Bonn. 1997 trat Kühling sein Referendariat im Bezirk des OLG Düsseldorf an; zu seinen Stationen gehörten die Europaabteilung im Bundesministerium für Wirtschaft und der BDI in Köln/Brüssel (Abteilungen Europapolitik und Recht/Wettbewerbspolitik).
Im August 1998 wurde Kühling an der Universität Bonn zum Dr. iur. promoviert. Nach seinem Staatsexamen begann Kühling 1999 als Wissenschaftlicher Referent am Zentrum für Europäische Integrationsforschung der Universität Bonn.
2003 habilitierte er sich für Öffentliches Recht, einschließlich Rechtsvergleichung, Europarecht, deutsches und europäisches Wirtschaftsrecht, insbesondere Telekommunikationsrecht. Im Wintersemester 2003/2004 vertrat er für Hans-Heinrich Trute den Lehrstuhl für Öffentliches Recht, Medien- und Telekommunikationsrecht an der Universität Hamburg. Ab dem Sommersemester 2004 war er Professor für Öffentliches Recht, insbesondere Medien- und Telekommunikationsrecht sowie Datenschutzrecht am Zentrum für angewandte Rechtswissenschaft (ZAR) der Universität Karlsruhe. Seit April 2007 ist er Inhaber des Lehrstuhls für Öffentliches Recht, Immobilienrecht, Infrastrukturrecht und Informationsrecht an der Fakultät für Rechtswissenschaft der Universität Regensburg und Mitglied des IREBS-Instituts für Immobilienwirtschaft. Im Juli 2016 wurde Kühling als Mitglied in die Monopolkommission berufen und folgte dort auf Daniel Zimmer.
Er ist verheiratet und hat zwei Töchter.